# Hydrovatus rangoonensis
Hydrovatus rangoonensis är en skalbaggsart som beskrevs av Guignot 1954. Hydrovatus rangoonensis ingår i släktet Hydrovatus och familjen dykare. Inga underarter finns listade i Catalogue of Life.